# 高木正雄 (野球)
高木 正雄（たかぎ まさお、1916年 - 1944年6月18日）は、日本のアマチュア野球選手。京都府出身。ポジションは投手。

## 来歴・人物
京都郁文小学校時代は少年野球で全国優勝投手に輝いている。平安中学（現・龍谷大学付属平安中学校・高等学校）在学中は、甲子園に6回出場（内訳は春3回〔1932年,1933年,1935年〕。夏3回〔1931年,1933年,1935年〕。）この内、1933年夏は1人で投げきり準優勝に貢献。決勝では、大会屈指の好投手・吉田正男（中京商。この試合の前日に延長25回を完投していた。）との投げ合いになったが、1-2で惜敗した（この結果、中京商は史上唯一の3連覇を果たした）。準優勝時のメンバーに岡村俊昭、富永嘉郎（共に、後に南海でプレー）、宇野錦次（後に阪急,西鉄でプレー）がいる。スローカーブを得意とし、沢村栄治（京都商〔現・京都学園高等学校〕）のライバルでもあった（1934年春・夏は京都府予選で沢村に敗れている）。
平安中学卒業後、1936年に慶應義塾大学に進学。六大学野球でも活躍し、1939年秋季リーグで慶大の13季ぶりの優勝の立役者となった。1941年には主将を務めた。大学時代の通算成績は17勝12敗だった。
1942年春、慶大を卒業。その後応召され、1944年6月18日にビルマ・モガウンにて、インパール作戦に従軍中にグルカ兵の急襲に遭い、戦死した。享年28。
東京ドーム内の野球殿堂博物館にある戦没野球人モニュメントに、彼の名が刻まれている。